# Angkor Wat
Angkor Wat (eller Angkor Vat) (khmer: អង្គរវត្ត – dansk: omtrent bytempel) er et tempelkompleks ved Angkor, Cambodja, der ligger nogle få kilometer nord for den moderne by Siem Reap. Templet er bygget til kong Suryavarman 2. i begyndelsen af det 12. århundrede som hans statstempel. Udenom templet lå hovedstaden, bestående af nu forsvundne træbygninger. Som det bedst bevarede tempel i området er det det eneste tempel, der har bibeholdt sin religiøse betydning op til vores dage, først som hinduistisk tempel indviet til Vishnu og siden som buddhistisk tempel. Templet anses for det arkitektoniske højdepunkt i den klassiske khmerkultur.
Angkor Wat kombinerer to grundformer af khmertempler: tempelbjerget og det senere galleritempel. Det er designet til at repræsentere bjerget Meru, der er hjemsted for guddommene i hinduismen. Inden for en voldgrav og en ydre mur på 3,6 km er der tre gallerier, der hver især er hævet over det forrige med fem store tårne i et kryds i centrum. Templet er i modsætning til de fleste andre templer i området vendt mod vest, og betydningen heraf er ikke klar. En teori om årsagen er, at templet var et mausoleum, mens en anden forklaring er, at templet var indviet til Vishnu.
Templet har undergået en omfattende restaurering siden det blev kendt i den vestlige verden i 1857. Maurice Glaize, som bl.a. skrev den stadig meget brugte guidebog Monumenterne i Angkor Gruppen, ledede restaureringsarbejdet i perioden 1936-1945.
Templet er generelt beundret for sin storslåethed og harmonien i dets arkitektur samt de omfattende basrelieffer udsmykket med religiøse fortællinger og talrige devaer (venlige guddomme), asuraer (dæmoniske guddomme) og apsaraer (nymfer).
Cambodja bruger templet som symbol for landet. Det optræder i landets flag og er landets største turistattraktion.

## Etymologi
Da der hverken er fundet en grundstele eller samtidige inskriptioner, som henviser til templet, er dets oprindelige navn ukendt, men det har muligvis været kendt som Vrah Vishnulok (dansk "Den hellige bolig for den store Vishnu") efter den siddende guddom. Man ved dog, at det har været kendt som Preah Pisnulok efter den posthume titel på dets grundlægger, Suryavarman 2.
Det moderne navn, Angkor Wat, der er brugt siden det 16. århundrede, betyder "Bytempel". Angkor er en dialektisk form af ordet nokor, der stammer fra sanskritordet nagara (hovedstad), mens wat er khmerordet for tempel.

## Placering og brug
Angkor Wat, der ligger i den nordvestlige del af Cambodja, er en unik kombination af et tempelbjergdesign, som var standarddesign for khmerrigets statstempler, og et koncentrisk galleritempeldesign, og der er desuden indflydelse fra Orissa og Chola fra Tamil Nadu, Indien. Templet repræsenterer det hellige bjerg Meru, der er hjemsted for guddommene i hinduismen. De fem tårne i et kryds symboliserer de fem toppe på bjerget og murene og voldgraven de omgivende bjergkæder og have. Adgang til de øvre områder af templet var forbeholdt præsterne og de kongelige, mens almindelige mennesker kun havde adgang til det laveste niveau.
I modsætning til de fleste khmertempler er Angkor Wat orienteret mod vest og ikke øst. Dette har fået mange (inklusive Maurice Glaize og George Coedès) til at konkludere, at Suryavarman havde planlagt det som et begravelsestempel. Yderligere beviser for dette synspunkt gives af basreliefferne, hvis historie fortælles imod uret – prasavya i hinduterminologi – hvilket er det modsatte af den normale orden, og ritualer i forbindelse med brahmiske begravelsesceremonier finder sted i modsat orden. Arkæologen Charles Higham beskriver ligeledes en genstand, der muligvis har været en begravelseskrukke, der blev fundet i det centrale tårn. Freeman og Jacques indvender dog, at flere andre templer afviger fra den typiske østlige retning og foreslår, at Angkor Wats retning var begrundet i dets indvielse til Vishnu, der var forbundet med vest.
En yderligere fortolkning af Angkor Wat er blevet foreslået af Eleanor Mannikka. Hun argumenterer for at der er indbygget tidscykler for solen og månen i dimensionerne, indholdet og arrangeringen af basreliefferne og templets generelle ensretning, hvilket ifølge hende indikerer, at de som byggede templet mente, at der kom en ny æra med fred under kong Suryavarman 2.:
"...da målingen af tidscyklerne for månen og solen var bygget ind i det hellige område Angkor Wat, er dette guddommelige mandat til at herske forankret i hellige kamre og korridorer, hvilket eviggør kongens magt og ærer og formilder guddommene manifesteret i den guddommelige himmel."
Mannikkas forslag er blevet modtaget med en blanding af interesse og skepsis i akademiske cirkler. Hun distancerer sig dog fra andres spekulationer, såsom Graham Hancocks: at Angkor Wat er en del af en repræsentation af stjernebilledet Dragen.

## Arkitektur

### Byggemåde og byggestil
Angkor Wat er et eksempel på den stil i den klassiske khmer arkitektur – Angkor Wat-stilen – hvortil det har givet navn. I det 12. århundrede var khmerarkitekterne blevet dygtige og sikre i brugen af sandsten (i stedet for mursten eller laterit) som det primære byggemateriale. De fleste af de synlige områder er af sandstensblokke, mens der er brugt laterit til den ydre mur samt ikke-synlige strukturelle dele. Hvilket bindemiddel, der er brugt til at samle blokkene, er endnu ikke endeligt klarlagt, men både naturligt harpiks og læsket kalk er blevet foreslået.
Angkor Wat har især tiltrukket sig opmærksomhed ved harmonien i designet, der er blevet sammenlignet med arkitekturen i oldtidens Grækenland eller oldtidens Rom. Ifølge Glaize fremviser templet "en klassisk perfektion ved den afgrænsede monumentalitet af de fint afbalancerede elementer og den præcise opstilling af proportionerne. Det er et arbejde præget af magt, enhed og stil."
De elementer, som er karakteristiske for den arkitektoniske stil inkluderer: spidsbuede tårne formet som lotuskno-pper; halv-gallerier for at udvide forbindelsesgange; aksegallerier der forbinder indelukker og korsterrasser langs hovedakserne i templet. Typiske dekorative elementer er guddomme og nymfer, basrelieffer og på frontispicerne omfattende og fortællende scener. Billedhuggerarbejderne på Angkor Wat anses for at være konservative, da de er mere statiske og mindre yndefulde end tidligere arbejder. Andre elementer i designet er blevet ødelagt af plyndring og tidens gang, bl.a. forgyldt stuk på tårnene, forgyldning af nogle af figurerne i basreliefferne og trælofter og -døre.
Angkor Wat-stilen blev efterfulgt af stilen i Bayonperioden, hvor kvalitet ofte blev ofret frem for kvantitet. Andre templer i samme stil ved Angkor er Banteay Samré, Thommanon, Chau Say Tevoda og de tidlige Preah Pithutempler. Uden for Angkor ligger yderligere Beng Mealea og dele af Phanom Rung og Phimai.

### Karakteristiske træk

#### Ydre indelukke
Den ydre mur (1.024 gange 802 m og 4,5 m høj) er omgivet af en 30 m bred forplads og en 190 m bred voldgrav. Adgang til templet sker via en jorddæmning mod øst og en hævet sandstensvej mod vest; sidstnævnte, der er hovedindgangen, er en senere tilføjelse, og den har muligvis erstattet en træbro. Ved hvert verdenshjørne er der en overdimensioneret dørkonstruktion, kaldet en gopura. Den vestlige er langt den største og har tre tårnruiner. Glaize noterer, at denne gopura både skjuler og kopierer formen på hovedtemplet. Under det sydlige tårn står en statue af Vishnu, kendt som "Ta Reach", der måske oprindelig har været i templets centrale alter. Der løber gallerier mellem tårnene og så langt som til to yderligere indgange på hver side af gopuraen, der ofte omtales som "elefantporte", da de er store nok til at tillade, at disse dyr kan komme ind. Disse gallerier har kvadratiske søjler på den ydre (vestlige) side og en lukket mur på den indre (østlige) side. Loftet mellem gallerierne er dekoreret med lotusrosetter; mens den vestlige side af muren er dekoreret med dansende figurer og den østlige side med vinduer med rækværk, dansende mandlige figurer og devaer, inklusiv en (syd for indgangen), som er den eneste, der viser en devas tænder.
Den ydre mur indeslutter et område på 820.000 m², der udover området med det egentlige tempel oprindelig var bebygget med en by og nord for templet, det kongelige palads. Som alle sekulære bygninger i Angkor var disse bygninger opført af ikke-langtidsholdbare materialer og ikke sten, så bortset fra konturerne af nogle af vejene er der ikke noget tilbage af dem, og det meste af arealet er nu dækket af skov. En 350 m lang adgangsvej med nagarækværk og seks sæt trapper, der leder ned til byen på hver side, forbinder den vestlige gopura til det egentlige tempel. Hver side har ligeledes et bibliotek med indgange i hvert verdenshjørne foran det tredje sæt trapper regnet fra indgangen og en dam mellem biblioteket og selve templet. Dammene og korsterrassen, der vogtes af løver, og som forbinder adgangsvejen med den centrale struktur, er senere tilføjelser.

#### Centrale struktur
Templet står på en jordterrasse, der er hævet over niveauet, hvor den omkringliggende by lå. Den udgøres af tre rektangulære gallerier, hvert af dem højere end det foregående, stigende op imod et centralt tårn. Mannikka fortolker disse gallerier som værende dedikeret til kongen, Brahma, månen og Vishnu. Hvert galleri har en gopura ved hvert punkt, og de to indre gallerier har hver især tårne i hjørnerne. Sammen med det centrale tårn er tårnene placeret som prikkerne i femtallet på en terning. Fordi templets hovedindgang vender mod vest, er de store elementer inde i templet forskubbet mod øst, hvilket giver mere plads på den vestlige side af hvert indelukke og galleri. Af den samme grund er vestvendte trin mindre stejle end trinnene på de øvrige sider.
Det ydre galleri måler 187 gange 215 m med pavilloner frem for tårne i hvert hjørne. Galleriet er åbent mod ydersiden af templet med halv-gallerier med søjler, der udvider og støtter strukturen. Det ydre galleri forbindes på den vestlige side med det andet indelukke af en korsformet søjlegang kaldet Preah Poan ("De tusinde Buddhaers hal"). Grunden til navnet er, at afbildninger af Buddha er blevet efterladt i søjlegangen af pilgrimme gennem århundreder, hvoraf de fleste dog er fjernet nu. Dette område af templet har mange inskriptioner om pilgrimmenes gode gerninger, de fleste på khmer, men også nogle på burmesisk og japansk. De fire små gårde, som afgrænses af søjlegangen har muligvis oprindelig været fyldt med vand. Nord og syd for søjlegangen ligger der biblioteker.
Videre op, er den anden gallerirække og de indre gallerier forbundet med hinanden af en korsformet terrasse og flankeret af biblioteker. Også denne terrasse er en senere tilføjelse. Fra det andet niveau og opad myldrer devaer på murene, alene eller i grupper på op til fire. Det andet niveaus indelukke er 100 gange 115 m og har muligvis oprindeligt været oversvømmet for at symbolisere havet omkring bjerget Meru. Tre sæt trapper på hver side leder op til hjørnetårnene og gopuraerne i det indre galleri. De meget stejle trapper symboliserer, hvor svært det er at stige op til gudernes kongerige. Dette indre galleri, kaldet Bakan, er en 60 gange 60 m stor plads med aksegallerier, der forbinder hver gopura med det centrale alter og underaltre placeret i hjørnetårnene. Lofterne i gallerierne er dekoreret med et slangekropsmotiv, der ender i løvehoveder eller garudahoveder. Udhuggede overliggere og frontispicer udsmykker indgangene til gallerierne og altrene.
Tårnet over det centrale alter rejser sig 43 m fra terrassen og i alt 65 m fra jorden. I modsætning til tidligere eksempler på templer bygget som tempelbjerge, rejser det centrale tårn sig over de omgivende fire. Selve alteret, der oprindelig var åbent og med en statue af Vishnu, blev omgivet af mure, da templet blev konverteret til buddhismen, hvor de nye mure viser stående Buddhaer. I 1934 udgravede konservatoren George Trouvé hullet under det centrale alter, og fandt det fyldt med sand og vand, da det allerede var blevet plyndret for sine skatte. I 23 meters dybde fandt han dog to cirkulære guldblade som havde fungeret som et offergave i forbindelse med grundlæggelsen.

#### Udsmykning
Integreret med arkitekturen i bygningen og en af grundene til Angkor Wats berømmelse er den omfattende udsmykning, der primært består af friser af basrelieffer. Den indre mur i det ydre galleri har en serie store scener, der primært viser episoder fra hindufortællingerne Ramayana og Mahabharata. Higham har kaldt disse for "det største kendte lineære eksempel på stenudhugning". Regnet fra det nordvestlige hjørne og mod uret viser de vestlige gallerier Slaget ved Lanka (fra Ramayana, hvor Rama besejrer Ravana) og Slaget ved Kurukshetra (fra Mahabharata, visende den gensidige tilintetgørelse af Kaurava- og Pandava-klanerne). På det sydlige galleri følger den eneste historiske scene, et optog med Suryavarman 2., dernæst følger de 32 helveder og 37 himle i hindumytologien.
Glaize skriver om det;
"Yama, overdommeren med utallige arme, ridende på en bøffel udpeger for sine to bisiddere – registratorerne Dharma og Sitragupta – de uheldige sjæle, der skal smides ned i helvede for at lide en raffineret ondskab, der til tider ser ud til at være ude af proportioner med alvoren af den forbrydelse, der er begået. Således får personer, der har skadet andres ejendom, deres ben brækket, grovædere bliver delt i to, ristyve bliver påført enorme genstande af gloende varmt jern, og de som har plukket blomster i Shivas have, får deres hoveder gennemboret af nagler og tyve bliver udsat for kolde ubehageligheder."
På det østlige galleri ses en af de mest beundrede scener, Kærningen af havet af mælk, der ifølge Glaize viser 92 asuraer og 88 guddomme, der bruger slangen Vasuki til at kærne havet af mælk under Vishnus vejledning. Mannikka kan dog kun tælle 91 asuraer og forklarer de asymmetriske numre med, at de repræsenterer antallet af dage fra vintersolhverv til forårsjævndøgn og fra forårsjævndøgn til sommersolhverv. Grunden til de forskellige fortolkninger er, at en af apsuraerne ikke står sammen med de andre 91, men flyver over dem. Scenen følges af en afbildning af Vishnu, der besejrer asuraer (en tilføjelse fra det 16. århundrede). Det nordlige galleri, hvor håndarbejdet ifølge Glaize er dårligst, viser Krishnas sejr over Bana og en kamp mellem hinduguderne og asuraer. De nordvestlige og sydvestlige hjørnepavilloner viser begge meget mindre scener, hvoraf de fleste er fra Ramayana eller om Krishnas liv, mens motiverne for andre endnu ikke er klarlagt.

## Historie
Templet blev bygget i første halvdel af det 12. århundrede under Suryavarman 2.'s styre (regerede 1113 – ca. 1150). Det blev bygget som kongens hovedstad og statstempel indviet til Vishnu. Kun templet står tilbage idet øvrige bygninger blev bygget af forgængelige materialer. Nogle af basreliefferne er ikke gjort færdige og man formoder at arbejdet er stoppet ved kongens død. I 1177 blev Angkor plyndret af Chamriget, khmerrigets traditionelle fjende. Senere blev riget genrejst, men med en ny hovedstad.
I det 14. eller 15. århundrede blev templet omdannet til sin nuværende theravadabuddhistiske brug. Angkor Wat er usædvanlig blandt templerne omkring Angkor, i og med det aldrig blev helt forladt, selvom det blev forsømt efter det 16. århundrede. Noget af forklaringen på, at templet var beboet, kan sikkert findes i det faktum, at voldgraven virkede som et forsvar mod, at junglens vegetation overgroede templet og dermed ødelagde beboelsesmulighederne.
En af de første vestlige besøgende til stedet var António da Madalena, en portugisisk munk, der besøgte det i 1586. En række andre vesterlændinge, japanere, kinesere og arabere besøgte templet i de følgende århundreder. Templet blev dog først bredt kendt i vesten fra midten af det 19. århundrede gennem udgivelsen af den franske opdagelsesrejsende Henri Mouhots rejsenoter i 1857. Han skrev bl.a. om det:
"Et af disse templer — en rival til Salomons, og rejst af en oldgammel Michelangelo — tager muligvis en ærefuld plads ved siden af vores smukkeste bygninger. Det er mere storslået end noget efterladt af grækerne eller romerne og viser en trist kontrast til den tilstand af barbarisme, som nationen nu er sunket ned i."
Mouhot, som andre tidlige vestlige besøgende, var ude af stand til at fatte, at khmererne kunne have bygget templet og daterede det fejlagtigt til omkring samme tid som oldtidens Rom. Angkor Wats sande historie blev kun langsomt stykket sammen under det rydnings- og restaureringsarbejde, der blev udført i hele Angkorområdet fra slutningen af det 19. århundrede.
Franskmændene fik kontrol over området i 1907, og i 1908 blev der ansat en øverste ansvarlig for restaureringen samt tusindvis af hjælpere. Rydningen af området omkring Angkor Wat foregik fra 1908-1911, hvorefter det egentlige restaureringsarbejde kunne begynde. Arbejdet blev i perioden 1936-1945 ledet af Maurice Glaize, som bl.a. skrev guidebogen Monumenterne i Angkor Gruppen, som stadig er den mest udbredte guidebog om Angkor. Arbejdet med at kortlægge og restaurere i hele Angkor-området fortsatte frem til 1972, hvor arbejdet blev afbrudt indtil 1990'erne af De Røde Khmerers kontrol over landet og den efterfølgende borgerkrig .
Templet har ligesom de andre templer i området gennem århundreder været udsat for plyndringer og ødelæggelser. De senere år er plyndringerne dog flyttet til fjernereliggende templer, og Angkor Wat er ikke så udsat længere.
Siden fredsaftalerne blev effektive i 1990'erne har Angkor Wat set en genoptagelse af indsatsen for at bevare templet og en massiv forøgelse af turismen og templet blev i 1992 en del af det UNESCO udnævnte verdensarvsområde Angkor.
I januar 2003 cirkulerede der et falskt rygte om, at en thailandsk sæbeoperastjerne havde hævdet, at Angkor Wat tilhørte Thailand. Dette medførte, at der udbrød optøjer i Phnom Penh, hvor der bl.a. blev sat ild til den thailandske ambassade.

## Restaureringsarbejde
Det restaureringsarbejde, der foregår på Angkor Wat i dag, ledes af organisationen APSARA, der er en regeringsmyndighed, der blev dannet efter Angkor området blev udnævnt til verdensarvsområde i 1992. Organisatorisk er APSARA udover den Cambodjanske regering ligeledes underlagt ICC (International Coordinating Committee for the Safeguarding and Development of the Historic Site of Angkor), som i bestyrelsen har repræsentanter for UNESCO, Japan og Frankrig.
Især japanske, franske og tyske organisationer bistår med restaureringsarbejdet. En af disse er German Apsara Conservation Project (GACP), som er en organisation, der arbejder for at beskytte guddomme og nymfer og andre basrelieffer fra skade. En undersøgelse foretaget af denne organisation konkluderede, at omkring 20% af guddomsbillederne var i en meget dårlig tilstand, primært på grund af naturlig nedbrydning, men delvis også grundet ødelæggelser fra tidligere bevaringsforsøg. Andet arbejde inkluderer reparation af sammenstyrtede sektioner af strukturen og forhindring af yderligere sammenstyrtning. Et eksempel herpå er, at den vestlige facade på det øvre niveau har været støttet af piller siden 2002, Restaureringsarbejdet har derudover bl.a. været foretaget af et japansk hold, som færdiggjorde restaureringen af det nordlige bibliotek i det ydre indelukke i 2005 og af World Monuments Fund, som begyndte arbejdet med at restaurere Kærningen af havet af mælk i 2008.

## Turisme
Siden de første hold turister besøgte Angkor Wat i 1907 er templet blevet en stor turistattraktion. I 2004 og 2005 kom der ifølge officielle opgørelser henholdsvis 561.000 og 677.000 udenlandske besøgende til Siem Reap provinsen, hvilket er omtrent 50% af alle udenlandske turister til Cambodja for begge år. Den forøgede tilstrømning af turister de senere år har indtil nu ikke forårsaget større skader på Angkor Wat, bortset fra en smule graffiti. Derudover er der blevet tilføjet reb og trætrapper for at beskytte henholdsvis basreliefferne og gulvene. Turismen har indbragt ekstra midler til vedligeholdelse – i 2000 blev ca. 28% af billetindtægterne brugt på templerne – selv om det meste arbejde er blevet udført af udenlandsk finansierede hold.